# Heterostegane minax
Heterostegane minax là một loài bướm đêm trong họ Geometridae.